# Армійська група «Фельбер»
Армійська група «Фельбер» (нім. Armeegruppe Felber) — армійська група, оперативне угруповання Вермахту на Західному фронті за часів Другої світової війни.

## Історія
Армійська група «Фельбер» була утворена 21 травня 1942

## Райони бойових дій
- Франція (21 травня 1942 — 26 серпня 1943)

## Командування

### Командувачі
- генерал від інфантерії Ганс-Густав Фельбер (нім. Hans Gustav Felber) (21 травня 1942 — 15 серпня 1943);
- генерал від інфантерії Георг фон Зоденштерн (нім. Georg von Sodenstern) (15 — 26 серпня 1943).

## Бойовий склад армійської групи «Фельбер»
Формування управління, забезпечення та підтримки
- 2-ге артилерійське командування (Arko 2),
- 445-те управління корпусного постачання (Korps-Nachschubtruppen 445);
- 445-й корпусний батальйон зв'язку (Korps-Nachrichten-Abteilung 445).

- 337-ма піхотна дивізія (337. Infanterie-Division).

- 257-ма піхотна дивізія (257. Infanterie-Division);
- Дивізія № 165 (Division Nr. 165).

- 326-та піхотна дивізія (326. Infanterie-Division);
- 327-ма піхотна дивізія (327. Infanterie-Division);
- 335-та піхотна дивізія (335. Infanterie-Division);
- 1/2 328-ї піхотної дивізії (1/2 der 328. Infanterie-Division).

- 326-та піхотна дивізія;
- 356-та піхотна дивізія (356. Infanterie-Division);
- 388-ма навчально-польова дивізія (388. Feldausbildungs-Division);
- 715-та піхотна дивізія (715. Infanterie-Division).